# 岡山県道440号上有漢北房線
岡山県道440号上有漢北房線（おかやまけんどう440ごう かみうかんほくぼうせん）は、岡山県高梁市から真庭市に至る一般県道である。

## 概要
高梁市有漢町上有漢と真庭市上水田を結ぶ。

### 路線データ
- 起点：高梁市有漢町上有漢（岡山県道312号宮地有漢線交点）
- 終点：真庭市上水田（国道313号交点）
- 総延長：4.5 km

## 歴史
- 1974年（昭和49年）11月19日 - 岡山県告示第1,061号により認定される。
- 2004年（平成16年）10月1日 - 高梁市と川上郡の全3町、上房郡有漢町が対等合併して改めて高梁市が発足したことに伴い起点の地名表記が変更される（上房郡有漢町上有漢→高梁市有漢町上有漢）。
- 2005年（平成17年）3月31日 - 新庄村を除く真庭郡に属する町村と上房郡北房町が対等合併して真庭市が発足したことに伴い終点の地名表記が変更される（上房郡北房町上水田→真庭市上水田）。

## 地理

### 通過する自治体
- 岡山県
  - 高梁市 - 真庭市

### 交差する道路
| 交差する道路            | 市町村名 | 交差する場所 | 交差する場所 |
| ----------------------- | -------- | ------------ | ------------ |
| 岡山県道312号宮地有漢線 | 高梁市   | 有漢町上有漢 | 起点         |
| 国道313号               | 真庭市   | 上水田       | 終点         |

### 沿線
- E2A 中国自動車道 18 北房IC（終点付近）
- 真庭市立北房中学校（終点付近）